# Miguel Ángel Garaulet Rodríguez
Miguel Ángel Garaulet Rodríguez (Hellín, Albacete, 7 de agosto de 1968) es un político español. Entre 2016 y 2019, fue diputado de Ciudadanos en el Congreso de los Diputados.

## Biografía
Es licenciado en Ciencias Económicas y Empresariales por la Universidad de Murcia, posee un MBA por la ENAE Business School y ha desarrollado la mayor parte de su carrera profesional en la empresa de telecomunicaciones ONO, como director comercial de diferentes regiones de España.

## Carrera política
Su andadura política comenzó en 2014, cuando se afilió a Ciudadanos. En julio de 2015 decidió presentarse a las primarias para liderar la lista de la formación naranja al Congreso por Murcia y, tras ser el único en conseguir todos los avales necesarios, fue proclamado candidato.
Tras las elecciones generales del 20 de diciembre de 2015 fue elegido diputado en el Congreso de los Diputados. Fue portavoz en las comisiones de Economía y Competitividad y Agricultura, Alimentación y Medioambiente.